# Крассула шерстистая
Крассула шерстистая (лат. Crassula lanuginosa) — вид суккулентных растений рода Толстянка (Crassula) семейства Толстянковые (Crassulaceae), естественно произрастающий на территории Капской провинции Южно-Африканской Республики.

## Название
Родовое латинское название Crassula происходит от латинского слова crassus, — «толстый», в основном из-за присутствия у растений этого рода сочных листьев.

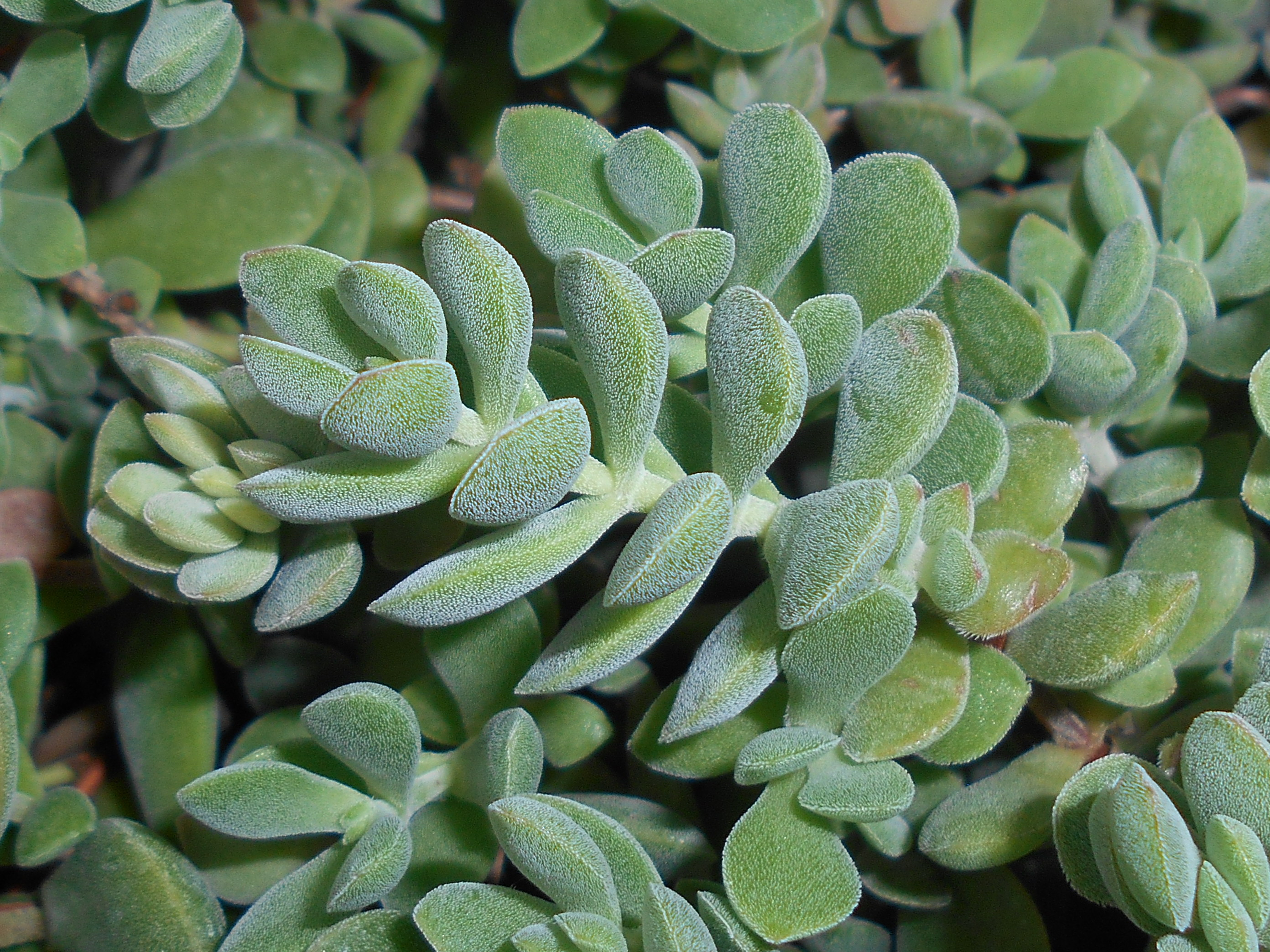
Шерстистые листья, Ботанический сад Вроцлавского университета

Видовой латинский эпитет lanuginosa происходит от лат. lanuginosus, lanugineus — «шерстистый, пушистый;», обусловлен шерстистыми листьями.

## Ботаническое описание
Растение является многолетним, травянистым, с сочными, распростертыми или полегающими ветвями, достигающими длины около 0,15 метра, которые укореняются из узлов. Форма листьев может быть обратнояйцевидной, эллиптической, почти линейной, их размеры варьируются от 3 до 25 мм в длину и от 2 до 8 мм в ширину. Старые листья не опадают. Они могут иметь разнообразную остроту, от острых до округлых, и обычно сжаты с дорзивентральной стороны, при этом слегка выпуклые с обеих сторон, покрытые волосками и ресничками, преимущественно зелёного или серо-зелёного оттенка.

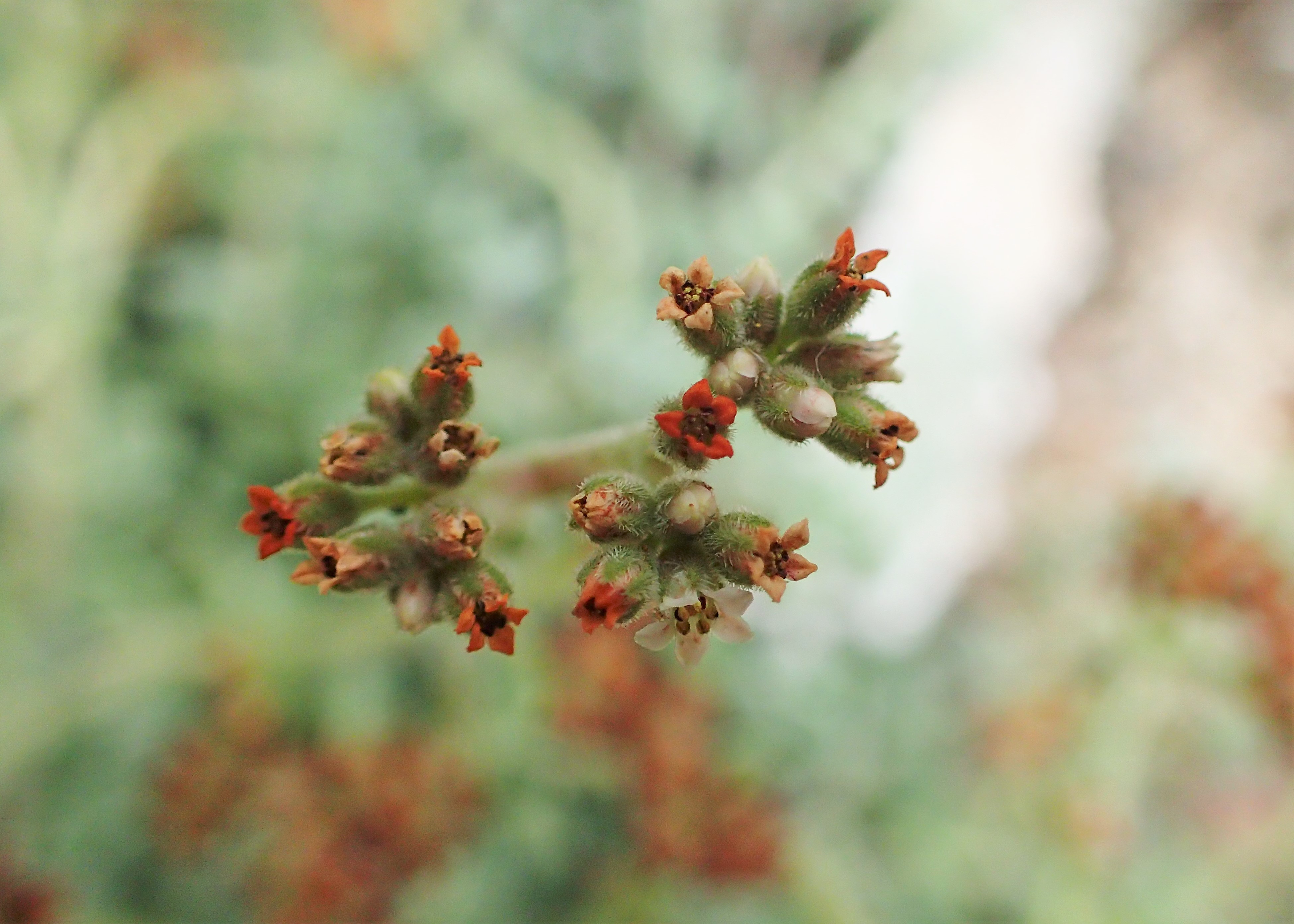
Соцветие

Соцветие плоское, состоящие из нескольких дихазиев. Цветки могут быть как на цветоножках, так и почти сидячими. Чашечка цветка мясистая, зелёного цвета, покрыта волосками и краевыми ресничками. Венчик трубчатый, сросшийся на 1 мм, может быть от белого до кремового оттенка; его лопасти продолговато-обратнояйцевидные, длиной от 2,0 до 3,5 мм, острые, с придатком сзади, загнутыми назад. Время цветения приходится на период с января по март.

## Распространение и экология
Растение произрастает в расщелинах скал, среди валунов или под нависающими камнями.

## Таксономия
Crassula lanuginosa Harv., первое упоминание в W.H.Harvey & auct. suc. (eds.), Fl. Cap. 2: 347 (1862).

### Разновидности
Подтвержденные разновидности в соответствии с данными сайта Plants of the World Online на 2024 год:
- Crassula lanuginosa var. lanuginosa
- Crassula lanuginosa var. pachystemon (Schönland & Baker f.) Toelken